# ماری پارکر فالت
ماری پارکر فالت (متولد ۳ سپتامبر ۱۸۶۸ - وفات ۱۸ دسامبر ۱۹۳۳) به عنوان یکی از پیشروان رفتارسازمانی و نظریه‌های سازمانی در دوران فعالیت خودشناخته شده می‌باشد. او همچنین کتاب و مقالات زیادی در زمینه‌های سیاست، روابط انسانی، فلسفه، رفتار سازمانی و … نوشته‌است.

از زمانی که تئودور روزولت رئیس‌جمهور وقت آمریکا وی را به عنوان مشاور خود برگزید شهرت وی افزایش یافته‌است.

## زندگی‌نامه
فولت در سال ۱۸۶۸ در کوینسی ایالت ماساچوست و در خانواده ای مرفه متولد شد. خانوادهٔ او تشکیل شده بود از: چارلز آلن فولت، سازنده ماشین در کارخانه کفش‌دوزی؛ الیزابت کرتیز فولت
ماری پارکر فولت زمانیکه بیشتر وقتش به نگهداری از مادر ناتوانش می‌گذشت به Thayer academy پیوست که یک کالج مقدماتی در braintree بود پیوست. در سپتامبر ۱۸۸۵ در Anna Ticknor's Society پیوست و این کار را در جهت تشویق به مطالعه در خانه انجام داد.
از سال ۱۸۹۰–۱۸۹۱ در دانشگاه کمبریج تحصیل کرد سپس به مطالعه در جامعه برای آموزش گروهی زنان در کمبریج پرداخت. پایان‌نامه Radcliffe وی در سال ۱۸۹۶ به نام سخنران خانهٔ نمایندگان منتشر شد. سپس وی قصد اقدام برای تحصیل در دانشگاه هاوارد را داشت که به دلیل زن بودنش این امر میسر نشد. در سه دههٔ بعد آثار بیشماری از وی منتشر شد. او یکی از اولین زنانی بود که در مدرسه اقتصاد لندن برای سخنرانی دعوت شد جاییکه وی از چالش‌های مدیریتی تازه ای سخن گفت. وی همچنین با انتخاب شدن توسط رئیس‌جمهور تئودور روزولت جهت مشاور شخصی خود در زمینه‌های مدیریت سازمان‌های داوطلبانه، غیردولتی و غیر سودده در زمینه مدیریت تمایز ویژه‌ای پیدا کرد.
فالت از سال1900 تا 1908 درگیر فعالیت های اجتماعی در راکسبوری در حومه بوستن شد. کار وی سازماندهی مجتمع هایی برای ارائه خدمات اجتماعی و آموزشی به بخش های طبقه کارگری بود که بعدا به اداره کاریابی و موسسات آموزش شغلی توسعه یافت.او در این مدت به تاسیس باشگاه بحث و گفتگو در منطقه فقیرنشین بوستن اقدام کرد که هدف اصلی آن ایجاد تسهیلات اجتماعی ،تفریحی و آموزشی برای جوانانی بود که مدرسه را به خاطر کار در کارخانه و کارگاه شهر رها کرده بودند.